# Diplotaxis gracilis
Diplotaxis gracilis är en korsblommig växtart som först beskrevs av Philip Barker Webb, och fick sitt nu gällande namn av Otto Eugen Schulz. Diplotaxis gracilis ingår i släktet mursenaper, och familjen korsblommiga växter. Inga underarter finns listade i Catalogue of Life.